# Bernard Toublanc-Michel
Bernard Toublanc-Michel, né le 6 décembre 1927 à Ancenis et mort le 22 septembre 2023 à  Courbevoie, est un réalisateur français de cinéma et de télévision également metteur en scène de théâtre.

## Biographie
Étudiant en architecture aux Beaux-Arts, Bernard Toublanc-Michel arrive au cinéma comme stagiaire à la mise en scène pour le film Édouard et Caroline de Jacques Becker. Il devient assistant de réalisateurs comme André Hunebelle (Le Bossu), Jacques Demy (Lola), Agnès Varda (Cléo de 5 à 7), Jean-Luc Godard (Vivre sa vie, Pierrot le fou, Masculin féminin) et d'autres.
Son premier grand succès en tant que réalisateur est Cinq Gars pour Singapour avec Sean Flynn, succès qui lui permet de réaliser Adolphe ou l'Âge tendre avec le débutant Jean-Claude Dauphin face à Ulla Jacobsson et Philippe Noiret. 
Sa deuxième découverte est la jeune Isabelle Adjani pour Le Petit Bougnat. Le Malin Plaisir avec Anny Duperey, Claude Jade et Jacques Weber, rencontre le succès : un thriller dans lequel un jeune écrivain est dans le piège de cinq femmes. 
Bernard Toublanc-Michel tourne par la suite pour la télévision, entre autres le policier La Grotte aux loups avec Claude Jade et la comédie Allons voir si la rose avec Dany Carrel et Henri Guybet, et Le Mutant, où il fait débuter Fanny Ardant, sa troisième découverte.
Il meurt le 22 septembre 2023 à l'âge de 95 ans ; ses obsèques se tiennent le 29 septembre 2023 en l'église d'Ancenis (Loire-Atlantique), suivies de l'inhumation au cimetière.

## Filmographie

### Comme réalisateur

#### Cinéma
- 1955 : Âmes d'argile (court métrage)
- 1955 : le Champ du possible (court métrage) primé à Rouen
- 1964 : La difficulté d'être infidèle[3]
- 1965 : L'Or du duc coréalisé avec Jacques Baratier
- 1967 : Cinq Gars pour Singapour
- 1968 : Adolphe ou l'Âge tendre[4]
- 1970 : Le Petit Bougnat
- 1975 : Le Malin Plaisir

#### Télévision
- 1964 : Les Baisers (épisode Baiser d'été) coréalisé avec Claude Berri et Bertrand Tavernier
- 1973 : Témoignages (série télévisée)
- 1973 : Le Provocateur (série télévisée)
- 1973 : La leçon de Musique avec Paul Tortelier
- 1974 : Étranger, d'où viens-tu ? (série télévisée)
- 1976 : Histoires peu ordinaires (série télévisée)
- 1976 : Anne jour après jour (série télévisée)
- 1978 : Le Mutant (feuilleton télévisé)
- 1978 : Les Z'ados (série télévisée) (épisode Métro, boulot, bachot)
- 1979 : Les Moyens du bord
- 1980 : Julien Fontanes, magistrat (série télévisée) (épisode Une femme résolue)
- 1980 : La Grotte aux loups
- 1980 : Ottmann, connais pas
- 1981 : Martine Verdier (feuilleton télévisé)
- 1982 : Allons voir si la rose
- 1983 : La dernière cigarette ((téléfilm)
- 1985 : Vincente
- 1986 : Michigan mélodie
- 1990 : Plus folle que Reine (série télévisée)
- 1992 : Les Cinq Dernières Minutes (série télévisée) (2e série, épisode 68 : Le Baptême du feu Musique Carlos Leresche)

### Comme assistant-réalisateur
- 1953 : Les Trois mousquetaires d'André Hunebelle
- 1955 : Série noire, de Pierre Foucaud
- 1955 : L'Impossible Monsieur Pipelet et Monsieur Taxi d'André Hunebelle
- 1955 : Mémoires d'un flic de Pierre Foucaud
- 1956 : Mannequins de Paris d'André Hunebelle
- 1956 : Honoré de Marseille de Maurice Regamey
- 1957 : La Garçonne de Jacqueline Audry
- 1957 : S.O.S. Noronha de Georges Rouquier
- 1957 : Donnez-moi ma chance de Léonide Moguy
- 1957 : Amour de poche de Pierre Kast
- 1959 : Le Bossu d'André Hunebelle
- 1960 : Lola de Jacques Demy
- 1962 : Cléo de 5 à 7 d'Agnès Varda
- 1962 : Vivre sa vie de Jean-Luc Godard (au générique « bras droit »)
- 1966 : Masculin féminin et Pierrot le fou de Jean-Luc Godard

### Comme conseiller technique
- 1973 : Mais où est donc passée la septième compagnie ? de Robert Lamoureux
- 1988 : Cinq jours en juin de Michel Legrand

## Théâtre

### Comme metteur en scène
- 1995 : La Nuit des rats de Jean Dupré avec Alain Feydeau et Caroline Clerc
- 1998 : Sacrée Sophie de Michel Ressi avec Marthe Mercadier, Paule Noëlle et Jean Dalric